# National Space Organization (Taiwan)
National Space Organization (NSPO) är den taiwanesiska myndigheten för rymdfart. 